# Matthias Lehmann
Matthias Lehmann (Ulm, 28 mei 1983) is een Duits voetballer die bij voorkeur als defensieve middenvelder speelt. Hij verruilde in juli 2012 Eintracht Frankfurt voor 1. FC Köln.

## Clubcarrière
Lehmann begon met voetballen op vierjarige leeftijd bij VfL Ulm in zijn geboortestad. Na vier jaar werd hij overgenomen door SSV Ulm 1846, waar hij de gehele jeugdopleiding doorliep.
Op 17 maart 2001 maakte Lehmann zijn debuut in de 2. Bundesligategen Rot-Weiß Oberhausen. Nadat hij in 2003 de overstap maakte van het tweede team van VfB Stuttgart naar TSV 1860 München volgde op 1 november 2003 zijn Bundesligadebuut, tegen VfL Bochum.
Met een leeftijd van 22 jaar was Lehmann in het seizoen 2004/05 de jongste aanvoerder in de geschiedenis van 1860 München. Vanaf het seizoen 2005/06 veranderde zijn status in negatieve zin binnen de club en kon hij niet meer terugvallen op zijn eerdere prestaties. Dit leidde mede zijn transfer op 19 juli 2006 in, naar Alemannia Aachen. Bij de, naar de Bundesliga gepromoveerde, club ontwikkelde "Matze" Lehamnn zich tot een van de belangrijkste spelers op het defensieve middenveld.
Nadat Alemannia zijn contract na afloop van het seizoen 2008/09 niet verlengde, maakte Lehamann de overstap naar FC St. Pauli, waar hij een contract voor twee jaar tekende.
In het seizoen 2011/12 sloot Lehmann aan bij de selectie van Eintracht Frankfurt en tekende er een contract dat hem voor 3 jaar aan de club zou verbinden. Hij begon voortvarend bij de club en was onder coach Armin Veh elke wedstrijd verzekerd van een basisplaats. Na diens ontslag veranderde de situatie voor Lehmann en moest hij vaker genoegen nemen met een plaats op de bank.
Voor het seizoen 2012/13 besloot Frankfurt Lehmann te betrekken in een ruildeal met 1. FC Köln. Hierdoor maakte hij de overstap naar de dan in de 2. Bundesliga spelende club en bewandelde Martin Lanig de omgekeerde weg. Bij de club uit Keulen trof Lehmann zijn oude trainer Holger Stanislawski, die hem eerder had gecoacht in zijn periode bij St. Pauli.
Onder leiding van de Oostenrijkse trainer-coach Peter Stöger won hij met 1. FC Köln in het seizoen 2013/14 de titel in de 2. Bundesliga, waardoor de club terugkeerde in de Bundesliga.

## Erelijst
| Kampioen 2. Bundesliga | 1x | 2013/14 |

1 Schwäbe ·
2 Schmied ·
3 Heintz ·
4 Hübers  ·
5 Soldo ·
6 Martel ·
7 Ljubičić ·
8 Huseinbašić ·
9 Waldschmidt ·
11 Kainz ·
12 Nickisch ·
13 Uth ·
15 Kilian ·
16 Obuz ·
17 Paçarada ·
19 Lemperle ·
20 Pentke ·
21 Tigges ·
22 Christensen ·
24 Pauli ·
25 Gazibegović ·
29 Thielmann ·
34 Harchaoui ·
35 Finkgräfe ·
37 Maina ·
42 Downs ·
43 Čuber Potočnik ·
44 Köbbing ·
47 Olesen ·
Coach: Struber